# Juan López de Velasco (tallista)
Juan López de Velasco (siglo xv-siglo xvi) fue un escultor español, activo en el ámbito del Reino de Jaén desde finales del siglo xv hasta principios del siglo xvi, y considerado como uno de los principales valedores del primer Renacimiento escultórico en la región.

## Biografía
Las noticias que se tienen de este autor son realmente vagas y su fortuna historiográfica ha corrido gracias al matrimonio de su hija, Juana de Velasco, con el celebrado escultor florentino Jacopo Torni. Posiblemente de origen vasco, debió formarse allí en sus inicios y se instalaría, con el tiempo en la zona de Jaén, donde desarrolló ampliamente su oficio, participando de algunas importantes obras promovidas por personalidades como el obispo Alonso Suárez de la Fuente del Sauce para entallar la sillería del coro de la catedral de la Asunción de Jaén, junto con los escultores Gutierre Gierero y Jerónimo Quijano con el que también colaboró en la realización de esculturas para el retablo mayor de esta misma catedral, así como para el retablo de Nuestra Señora de la Consolación hacia el año 1520.

## Obras
- Sillería del coro de la catedral de Jaén.